# María Lafuente
María Lafuente (Grado, 1967) es una diseñadora de moda española. En sus colecciones destacan la mirada sostenible, la ecología y la solidaridad. Su diseño abarca todos los campos de trajes, complementos y joyas en todo tipo de materiales. En su trabajo destaca la introducción de nuevos materiales en la moda. En febrero de 2016 presentó el primer vestido creado íntegramente en fibra de carbono. 

## Trayectoria
Nacida en el concejo asturiano de Grado. Su abuelo era sastre por lo que creció en contacto con la moda.  Su familia se asentó pronto en León, su ciudad de adopción, donde Lafuente estudió patronaje, estilismo y moda en el Masani Fashion Institute. Más tarde continuó sus estudios en Francia formándose en el Americaine Française Institute de París. Su siguiente destino fue Escandinavia. En Dinamarca en 2002 formó parte del Vedbaek y también en el 2002 hizo un curso de moda en el Instituto Superior de Empresa y Moda ISEM.
En 1997 resultó ganadora del V Concurso internacional de jóvenes diseñadores, celebrado en Vigo. En 2002 conquistó la Primera Pasarela Castilla y León Fashion Show con una colección inspirada en el pintor austríaco Gustav Klimt.
En 2006 muestra por primera vez su colección en la Pasarela Cibeles de Madrid.
En Tau para la primavera-verano 2010 la que la diseñadora dio especial importancia al cristal. Entre su obra inspirada en la obra "El jardín de las delicias" de El Bosco, Lafuente presentó un vestido de cristal producido en colaboración con la Real Fábrica de Cristales de La Granja con esferas sopladas a mano desde elementos reciclados de vidrios y plásticos.
En 2012 abrió su primera tienda 'Universo María Lafuente' en León.
La colección otoño-invierno de 2014 se denominó Kapok, basada en la "espiritualidad" del árbol homónimo, del que se extrae una clase de algodón especial y fue presentada en el jardín tropical interior de la Antigua Estación de Atocha. Los crepes estaban pintados artesanalmente por el artista Alberto Rodríguez Serrano, lanas realizadas por la artista textil sueca Siv Anneli, algodones y látex fueron algunos de los materiales utilizados en colores como el crudo, rojo, verde y negro. También aplicó la miel de caña orgánica de Eviday Melosa Chitre Panamá por primera vez para realizar las arquitectura de las prendas, así como accesorios comestibles. Por otro lado utilizó látex orgánico procedente de Liberia para componer estructuras 3D aplicadas en los diseños. El desfile fue retransmitido a través de internet utilizando las Google Glass Droiders que llevaban las modelos.
En 2013 fue la creadora de la identidad corporativa para el Comité Olímpico Español en la Candidatura Olímpica de Madrid 2020 y autora del vestido rojo que la reina Letizia utilizó en apoyo a la candidatura olímpica en Buenos Aires.
En 2014 fue reconocida con el premio 'Dedal de Oro' entregado por profesionales y periodistas vinculados a la moda. Entre los ganadores de anteriores ediciones se encuentran Adolfo Domínguez, Victorio&Lucchino, Loewe, Francis Montesinos, Elena Benarroch o Ágatha Ruiz de la Prada.
En febrero de 2016 presentó junto a la firma DLUX el primer vestido creado íntegramente en fibra de carbono en la Mercedes Fashion Week de Madrid.

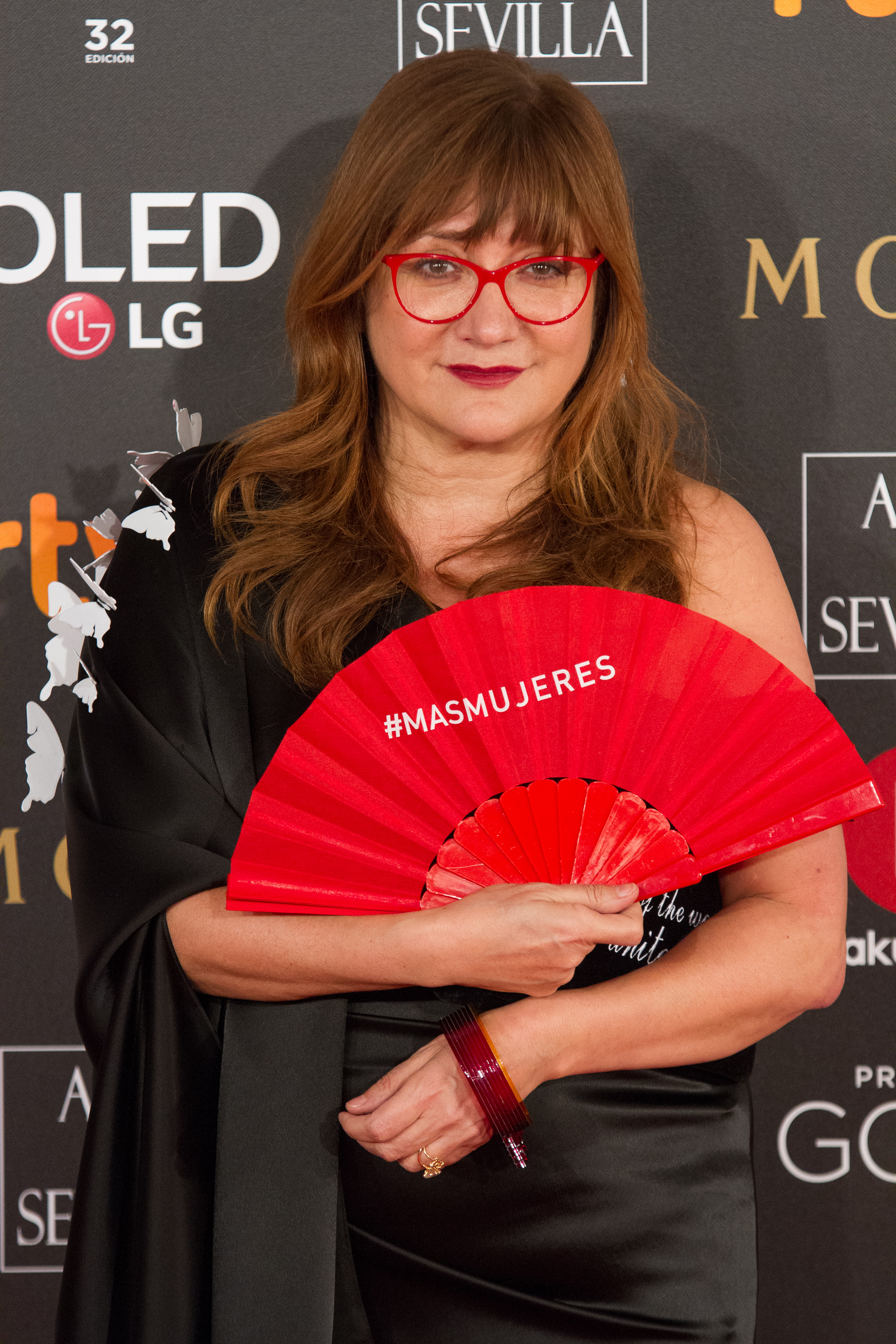
Isabel Coixet en los premios Goya 2018 con un diseño de María Lafuente

Lafuente ha diseñado vestuarios para películas, series y programas de televisión, entre ellos Las joyas de la corona y Las chicas de oro, Aquí no hay quien viva, 7 vidas, etc. En febrero de 2018 la directora de cine Isabel Coixet lució uno de sus modelos.
Sus diseños se han visto en pasarelas internacionales como París, Miami, Tokio y Sao Paulo.

## Moda solidaria
María Lafuente ha colaborado con diversas fundaciones benéficas. 
En 2010 junto con la Fundación Sandra Ibarra lanzó una camiseta solidaria para recaudar fondos para la lucha contra el cáncer y desde entonces ha continuado colaborando con la fundación.
En 2014 con la colección Kapok apoyó a través de la ONG Haren Alde de los agustinos recoletos el proyecto a la dignidad de la mujer y contra la ablación femenina en Sierra Leona.
Código rojo 149 es el nombre de la colección presentada en septiembre de 2017 con el primer desfile urbano celebrado en las calles del barrio de La Latina de Madrid durante la semana de la moda.  Lafuente reivindicó la filosofía de proteger y preservar la fauna y flora del entorno inspirada en el Parque natural de Doñana.  

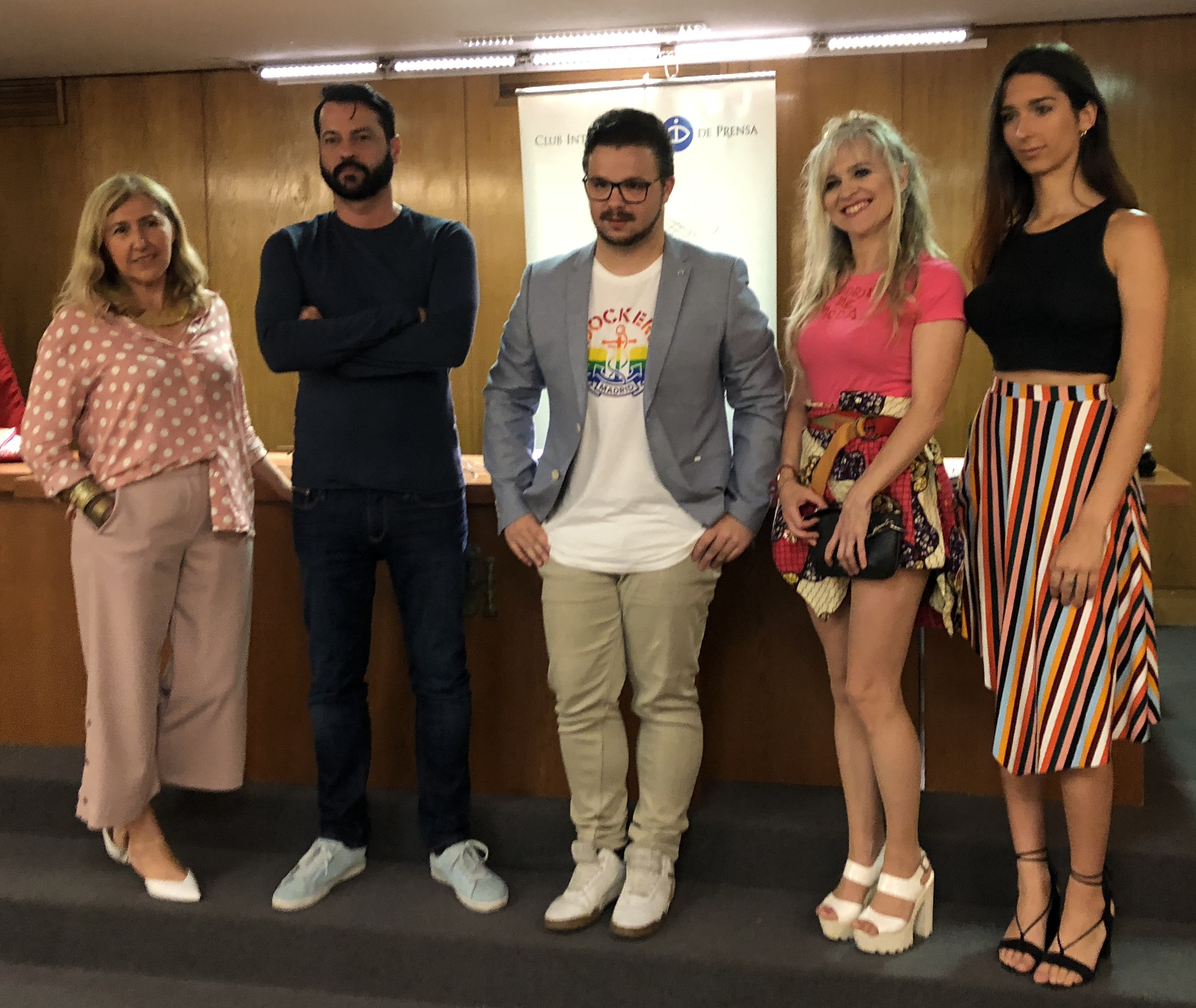
Presentación de "Dríade" en Madrid Lola Rodríguez, modelo trans, María Lafuente, David Enguita, Pte. Asociación Prensa y Comunicación LGTB+, Sergio Gallardo Director de Lal la Buya

En su trabajó apoyó el proyecto Wonderful Julius de la fundación Toma de mí. La colección fue presentada con un desfile urbano .
En julio de 2018 con Dríade apoyó a Lal La Buya para dar visibilidad a las mujeres transexuales. Parte de la colección fue confeccionada en el taller de esta organización en la que trabajan mujeres que han sufrido violencia y están en riesgo de exclusión.
El protagonismo de Dríade se sitúa en la naturaleza y la mitología a través de ninfas en los bosques sostenibles y reivindicativas utilizando telas certificadas por la Asociación para la Certificación Española Forestal, PEFC de Textil Santanderina. En la colección se presenta también piezas de reciclado de neumático.

## Colaboraciones artísticas
Con frecuencia para crear las colecciones Lafuente trabaja con otros de artistas. En varias ocasiones ha colaborado con el pintor venezolano Pedro Sandoval que ha decorado las telas de algunas de sus creaciones y en Cibeles Madrid Fashion Week 2010 realizó una pintura de grandes dimensiones para ambientar el desfile de la colección SCHA.
En 2014 en la colección Kapok colaboró con el pintor Alberto Rodríguez Serrano.
Para la colección Biomímesis, en la que se centra en la naturaleza y el intento de imitación trabajó con los arquitectos Antonio Vaíllo y Juan L. Irigaray.
En sus desfiles han colaborado los músicos Edson Zampronha, David Dalmau o Juan Antonio Simarro.

## Experimentación con nuevos materiales
Para sus creaciones María Lafuente experimenta con diferentes materiales. Entre los materiales empleados para confeccionar sus prendas de ropa y accesorios ha utilizado miel de caña de azúcar, botellas de plástico, cuero reciclado, fibra de carbono, cristal, neumáticos usados o lanas artesanas procedentes de ganaderías trashumantes.

### Primer vestido en fibra de carbono
María Lafuente presentó en febrero de 2016 en la Mercedes Fashion Week de Madrid el primer vestido elaborado íntegramente en fibra de carbono. Meses después las hermanas Felder en la Fashion Week de Londres en septiembre de 2016 afirmaron ser pioneras en la fabricación y diseño de un vestido en fibra de carbono. Lafuente reivindicó en un comunicado que fue ella junto a la firma DLUX Barcelona y no las hermanas Felder y la firma BMW la autora del primer diseño denunciando "la apropiación indebida de méritos.

## Colecciones
- Ayalga otoño/invierno (febrero de 2006)
- Viaje al interior primavera/verano (septiembre de 2006)
- Boheme (febrero de 2007)
- Scher (septiembre de 2007)
- Mantis (febrero de 2008)
- Edo (septiembre de 2008)
- Temakel (febrero de 2009)
- Tau (septiembre de 2009)
- Luz (febrero de 2010)
- Sha (septiembre de 2010)
- Apoda (febrero de 2011)
- Inia (septiembre de 2011)
- Vincci (febrero de 2012)
- Pure (septiembre de 2012)
- Elemento (febrero de 2013)
- Biomimesis (septiembre de 2013)
- Kapok (febrero de 2014)
- PHI (septiembre de 2014)
- Oyráyborá (febrero de 2015)
- Feel (septiembre de 2015)
- Ame (febrero de 2016)
- Serendipia (septiembre de 2016)
- Posidonia (febrero de 207)
- Código Rojo 149 - (septiembre de 2017)
- Dríade (julio de 2018)

## Premios y reconocimientos
- Concurso internacional de jóvenes diseñadores (2º) Vigo 1997[28]
- Concurso Internacional de jóvenes diseñadores (3º) Murcia 2000
- Saga Furs of Scandinavia. Dinamarca 2002
- I Castilla y León Fashion Show. Burgos 2002
- Miami Fashion Week en 2007 y 2008
- Premio Revista ECO. León 2011
- Dedal de Oro, 2014